# Leiningen-Heidesheim
Leiningen-Heidesheim fou una línia comtal sorgida de la partició del comtat de Leiningen-Falkenburg el 1658 que ja des del 1623 estava administrat en dos trossos per dos germans però no s'havia partit. La línia es va extingir el 1766 i va passar a Leiningen-Guntersblum de la qual es va originar una segona línia Leiningen-Heidesheim que va durar fins al 1803, en què va canviar el nom a Leiningen-Neudenau
Leiningen-Neudenau és el nom que va agafar el comtat de Leiningen-Heidesheim el 1803. Va existir fins al 1806 en què fou mediatitzat. Va tenir un sol comte: Wenceslau Josep, del 1803 al 1806. Aquest darrer comte sobirà va morir el 1825.

## Comtes de Leiningen-Heidesheim
- Primera línia: 
  - Jordi Guillem 1658-1672
  - Joan Carles August 1672-1699
  - Cristià Carles Reinald 1699-1766
- Segona línia:
  - Wenceslau Josep 1774-1803 (de Leiningen-Neudenau des 1803)